# Pseudophoxinus syriacus
Espèce
Synonymes
- Rhodeus syriacus Lortet, 1883[2] [3]

Statut de conservation UICN

 CR  : 
En danger critique
Pseudophoxinus syriacus (Barada spring minnow en anglais) est un poisson d'eau douce de la famille des Cyprinidae.

## Répartition
Pseudophoxinus syriacus ne se rencontre plus désormais que dans le Barada en Syrie. Cette espèce est considérée comme en danger d'extinction d'une part par de forts prélèvements d'eau mais également par la pollution et l'urbanisation. Sa population est considérée comme avoir perdu 90 % de ses effectifs depuis 2008, date à laquelle le Barada a quasiment été asséché pour subvenir aux besoins de la population de Damas, de l'industrie et de l'irrigation.

## Description
La taille maximale connue pour Pseudophoxinus syriacus est de 87 mm.

## Étymologie
Son nom spécifique, syriacus, lui a été donné en référence à la Syrie, lieu de sa découverte.

## Publication originale
- Lortet, 1883 : Études zoologiques sur la faune du lac de Tibériade, suivies d'un aperçu sur la faune des lacs d'Antioche et de Homs. I. Poissons et reptiles du lac de Tibériade et de quelques autres parties de la Syrie. Archives du Muséum d'Histoire Naturelle de Lyon, vol. 3, p. 99-189[6] (texte intégral).